# Sergio Higuita
Sergio Andrés Higuita García (Medellín, 1 de agosto de 1997) é um ciclista profissional colombiano. Actualmente corre para a equipa estadounidense de categoria World Tour, a EF Education First.

## Palmarés
2018
- 1 etapa da Volta a Colômbia

2019
- 1 etapa da Volta ao Alentejo de 2019
- 2 lugar cg da Volta a Califórnia
- 3 lugar cg do prêmio Miguel Induraín
- Líder dos jovens na  Volta a Valência

## Equipas
- Manzana Postobón Team (2016-2018)
- Team Euskadi[2] (01.2019-04.2019)
- EF Education First Pro Cycling Team[1] (05.2019-)